# Abraham Wieling

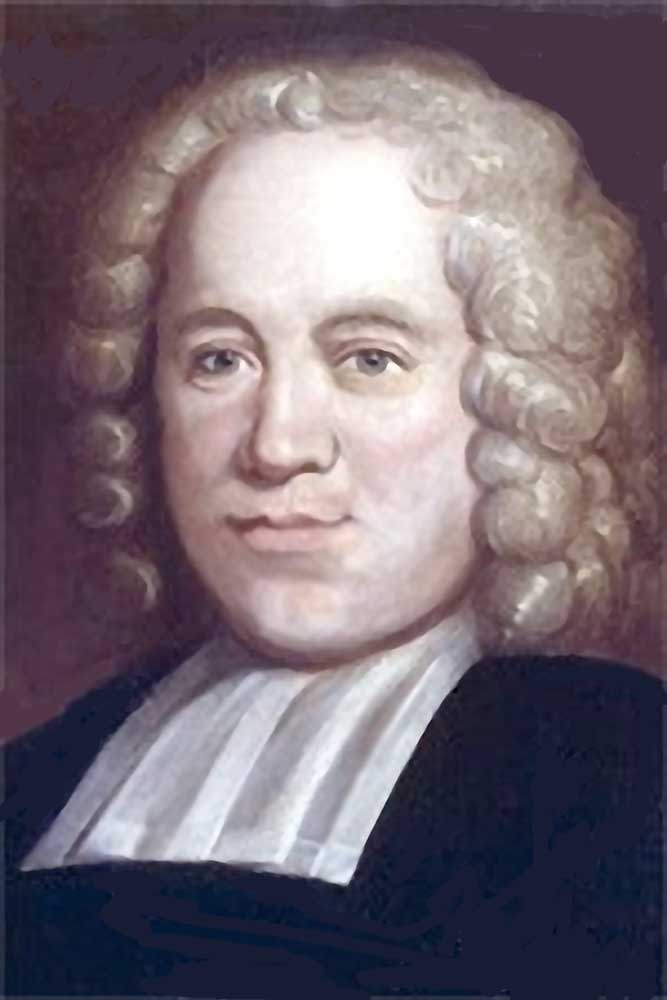
Abraham Wieling

Abraham Wieling (* November 1693 in Hamm; † 10. Januar 1746 in Utrecht) war ein deutscher Rechtswissenschaftler.

## Leben
Über Wielings Abstammung und Familienverhältnisse während seiner Kindheit liegen keine Informationen vor. Sicher ist, dass er 1710 das akademische Gymnasium in Hamm besuchte, wo Wilhelm Neuhaus und Friedrich Georg Ernst Montanus ihn auf ein theologisches Studium vorbereiteten. Nachdem er dort zwei Abhandlungen verteidigt hatte, immatrikulierte er sich am 2. September 1713 an der Universität Duisburg, wo Bernard Heinrich Reinhold (1677–1726) und Everhadus Otto seine Lehrer wurden. 1718 setzte er seine Studien an der Universität Marburg fort, wo Johann Friedrich Homberg (1673–1748) sein prägender Lehrer wurde.
Nach absolvierten Studien an deutschen Universitäten wurde er 1721 Professor am Gymnasium in Gouda und erhielt im selben Jahr von der juristischen Fakultät der Universität Rinteln honoris causa den akademischen Grad eines Doktors der Rechtswissenschaften verliehen. 1722 wechselte er als Prorektor an das Gymnasium in Amsterdam. Am 4. September 1727 boten ihm die Kuratoren der Universität Franeker die Professur des römischen Zivilrechts als Nachfolger von Johann Gottlieb Heineccius an, die er am 3. März 1728 mit der Rede de natura una omnis juris ac virtutis norma (Franeker 1728) antrat. Nachdem er 1736/37 Rektor der Franeker Hochschule geworden war und mehrere Berufungen an deutsche Universitäten abgelehnt hatte, wechselte er am 13. März 1738 auf die Professur des Staatsrechts in Franeker.
Am 4. Mai 1739 beriefen ihn die Kuratoren der Universität Utrecht zum Professor des Zivil- und Lehnsrechts, welche Stelle er am 14. September 1739 mit der Rede Pro glossatoribus antrat. Nachdem er 1740/41 sich als Rektor der Alma Mater auch an den organisatorischen Aufgaben der Utrechter Hochschule beteiligt hatte, wechselte er am 22. Juli 1743 auf eine Professur des Öffentlichen und Römischen Rechts, die er am 21. Oktober 1743 mit der Rede De iustitia sanctionis pragmaticae divi Caroli VI. imp. aug. oratio altera antrat. In jenem Amt wirkte er bis zu seinem Lebensende.
Wieling hatte sich vor allem als Verfasser zahlreicher Handbücher der Rechtswissenschaften und durch juristische Abhandlungen einen Namen gemacht.

## Werke (Auswahl)
- Diatribu de furto per lancem et licium concepto. Marburg 1719
- Dissertatio de iure antiquo vitae et necis parentum in liberos. Amsterdam 1724
- Aanteekeningen op Terentius, die voorkomen in de uitgaaf van Westerhovius. Hagae-Comit. 1726
- Jurisprudentia restituta, seu Index chronologicus in totum Juris Justianei corpus; ad modum Jacobi Labitii, Antonii Augustini et W. Freymonii. Accesserunt Opuscula IV in usum Auditorum. Animadversiones passim adjecit Mr. Wieling. J.U.D. et Prorector. Amsterdam 1727
- Oratio inauguralis de Naturâ, unâ omnis Juris ac Virtutis norma, habita a.d. III martii 1728. Franeker 1728
- Jurisprudentiae Justineaneae secundum IV Institutionum libros Specimina, nec non Selecta Juris controversi capita ex L.X. Pandect. Tit. I. Franeker 1728
- Dissertatio de Justiniano et Theodorâ. Franeker 1729.
- Commentationes ad Auditores snos de Lege Furia Testamentaria, de Lege Voconiâ, de Edictis Praetorum perpetuis, de Edictis translatitiis, de Lege annua, de Servii Sulpitii et Auli Ofilii, nec non Marci, Antistii Labeonis ad Edictum libris. Franeker 1729, 1730, 1731
- Fragmenta Edicti Perpetui. Franeker 1753
- Repetitio Institutionum Juris Civilis. Accedunt Justiniani Constitutio omnem, Edmundi Merillii Oratio de tempore in studiis Juris prorogando et Joannis Gottlob Heineccii Oratio de Jurisconsultis semidoetis. Franeker 1733
- Positiones Juris Naturae et Gentium Grotianae ad Librum I cum Notis. Franeker 1734.
- Lectionum Juris civilis Libri II, in quibus vulgata quorundam capitum scripturae defenditur. Amsterdam 1736
- Oratio de funebris jurisprudentiae regundis. Franeker 1737
- Doctrina Prooemii Institutionum. Franeker 1737
- Doctrina Pandectarum Juris Civilis ad L.I. Tit. I et II. Franeker 1737.
- Animadversa de Romano Germanorum imperio. Franeker 1768–1739.
- Oratio pro Glossatoribus, habita Trajecti a.d. XIV Septemb. 1739. Utrecht 1739.
- Oratio de Sanctione Pragmatica Caroli VI Imperatoris. Utrecht 1740, 1743.
- Twee redevoeringen over de Pragmatyke Sanctie van keizer Karel VI, uit het Latijn vertaald door V.J. Blondeel, doctor in de Filosofie en kandidaat in de rechten. Amsterdam 1743
- Oratio de Logomachiis Jurisconsult. Utrecht 1744